# Nugaal
Nugaal (Arabisch: نوغال, Nūghāl) ook Nogal is een regio (gobolka) in centraal Somalië en vormt de regio rond de hoofdstad Garoowe van Puntland. Haar buurregio in het zuiden is Mudug. Ten noorden van Nugaal liggen Bari en Sool. In het westen heeft Nugaal een grens met Ethiopië en in het oosten ligt de Indische Oceaan.
Awdal · Bakool · Banadir · Bari · Bay · Galguduud · Gedo · Hiiraan · Midden-Juba · Midden-Shabelle · Mudug · Neder-Juba · Neder-Shabelle · Nugaal · Sanaag · Saaxil · Sool · Togdheer · Woqooyi-Galbeed
Galmudug · Jubaland · Puntland · Somaliland